# Sébastien Bordeleau
Sébastien Bordeleau (Vancouver, 15 febbraio 1975) è un allenatore di hockey su ghiaccio ed ex hockeista su ghiaccio canadese con cittadinanza francese.

## Carriera
Nei primi anni di carriera ha indossato le maglie di Hull Olympiques (1991-1995) e Fredericton Canadiens (1994-1996 e 1996/97 in AHL).
In NHL è approdato nella stagione 1995/96 con i Montreal Canadiens, club in cui ha giocato anche dal 1996/97 al 1997-98, prima di passare ai Nashville Predators, con cui ha giocato per tre stagioni.
Dopo una piccola parentesi ai Worcester IceCats (AHL), ha giocato con Minnesota Wild (NHL, 2001/02), Houston Aeros (AHL, 2001/02), Springfield Falcons (AHL, 2001/02) e Phoenix Coyotes (NHL, 2001/02).
Dal 2003/04 al 2008/09 ha giocato con l'SC Bern, mentre per gli ultimi tre anni di carriera (dal 2009/10 al 2011/12) ha militato nell'EHC Biel.

## Palmarès
- Campionato svizzero: 1

Berna: 2003-2004